# Phaiokomes

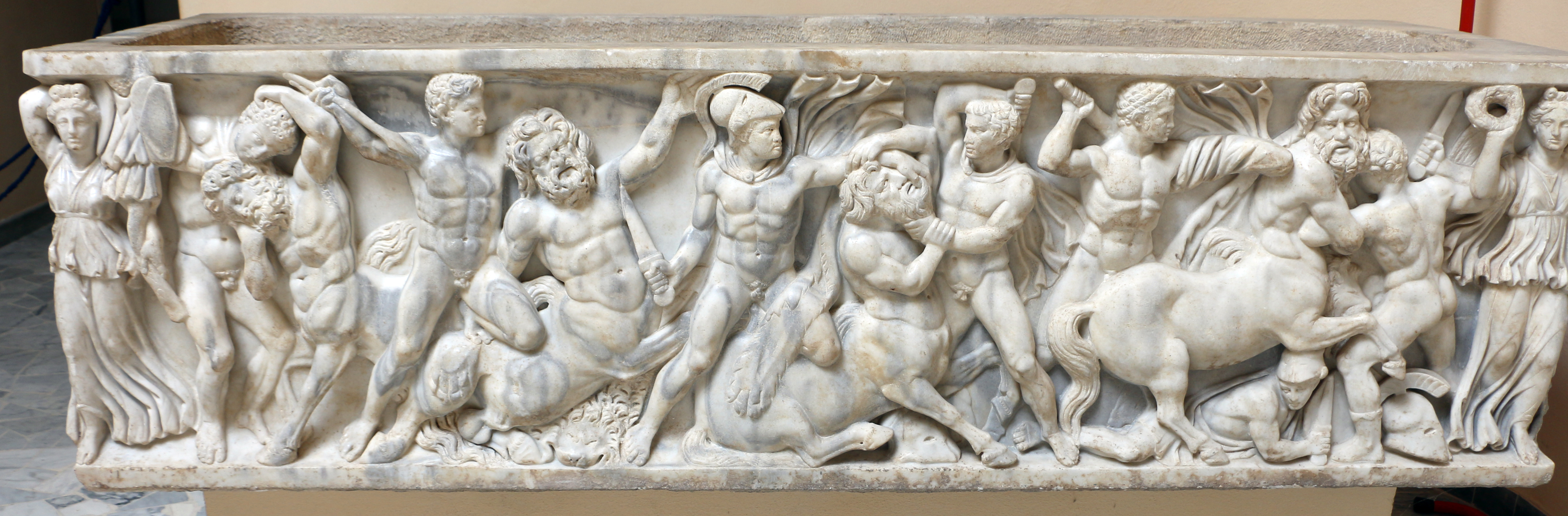
Sarkophag in Ostia: Mit dem Schwert gegen die Kentauren

Phaiokomes ist ein Kentaur der griechischen Mythologie. Er wird in der Kentauromachie auf der Hochzeit des Lapithen Peirithoos von Nestor getötet. Seine Geschichte wird ausschließlich im zwölften Buch der ovidschen Metamorphosen überliefert.

## Name
Er kommt vom griechischen Φαιοκόμης, Phaiokómēs, lateinisch und deutsch mit abweichender Betonung Phaeócomes, Phäókomes, da das „o“ der vorletzten Silbe kurz ist. Etymologisch zusammengesetzt aus φαιός, phaiós, dunkel, schwärzlich und κόμη, kómē, Haare, bedeutet er der Schwarzhaarige. Ein durchaus passender Kentaurenname, so wie Melanchaites oder Melaneus, „die offenbar dem poetischen Drange zu individualisieren entsprungen sind und nur den Zweck haben, gewisse individuelle Eigenschaften … einiger Kentauren anzudeuten.“

## Mythos
Ovid lässt Nestor vor Troja die Kentauromachie erzählen, war er doch selbst dabei. In der Heeresversammlung rühmt er sich seiner vergangenen Heldentaten, spricht Achill direkt an und ruft dessen Vater Peleus als Zeugen auf. Vers 434–4438 sind offensichtlich nicht von Ovid und später von einem Kopisten ergänzt worden (siehe Interpretation).

### Text
“Ante oculos stat et ille meos, qui sena leonum
 430 vinxerat inter se conexis vellera nodis,
Phaeocomes, hominemque simul protectus equumque;
codice qui misso, quem vix iuga bina moverent,
Tectaphon Oleniden a summo vertice fregit.
[fracta volubilitas capitis latissima, perque os
435 perque cavas nares oculosque auresque cerebrum
molle fluit veluti concretum vimine querno
lac solet, utve liquor rari sub pondere cribri
manat et exprimitur per densa foramina spissus]
ast ego, dum parat hic armis nudare iacentem,
440 – scit tuus hoc genitor – gladium spoliantis in ima

ilia demisi.”

„Er auch stehet mir noch, Phaeocomes, immer vor Augen,
430 der mit geschlungenen Knoten sechs Felle von Löwen zusammen
hatte verknüpft und das Roß damit und den Menschen bedeckte.
Mit dem geschleuderten Klotz, den kaum zwei Gespanne bewegten,
traf er des Olenos Sohn, den Tectaphus, malmend am Scheitel.
[Weithin barst von der Wucht das bewegliche Haupt; aus der hohlen
435 Nase zugleich und dem Mund, aus den Augen hervor und den Ohren
quillet das weiche Gehirn, wie aus dem Geflecht die verdickte
Milch abfließt, wie Öl beim Drucke des löchrigen Durchschlags
tropfet heraus und träge sich drängt aus den engenden Löchern.]
Wie den Erlegten der Feind nun wollte der Waffen entkleiden,
440 streckte den Plündernden hin mein Schwert – dein Vater bezeugt es –
tief in die Weichen gebohrt.“

### Interpretation
Phaiokomes wird nicht nur durch seine schwarzen Haare aus der Herde herausgehoben, sondern auch durch sein Outfit (430: sechs Felle von Löwen), durch seine gewaltige Kraft (432: Klotz, den kaum zwei Gespanne bewegten) und seinen Erfolg im Angriff (433: traf er … den Tectaphus malmend am Schädel). All das – viel Feind, viel Ehr! – dient dazu, den folgenden Triumph Nestors noch größer und heldenhafter aussehen zu lassen (siehe unten).
Die Verse 434–438 (vergleichende Betrachtung des Herausquillens der Gehirnmasse) fehlen in den Handschriften und werden nur als Randnotiz überliefert, so dass davon auszugehen ist, dass sie nicht von Ovid stammen: „Die detaillierte Schilderung der Vernichtung eines Menschen entspricht vielfach geübter ovidischer Praxis (Met. 12, 236f.). Die Tatsache, dass gerade sie eine spätere Nachdichtung angeregt hat, ist ein willkommenes Kriterium für den Eindruck, den sie auf die Folgezeit gemacht hat.“
Am Ende seiner Phaiokomes-Erzählung bringt sich Nestor wieder ins Spiel – er spricht Achill direkt an und ruft dessen Vater Peleus als Zeugen auf – war es doch er (439: ego, ich Nestor!), der den Schwarhaarigen mit dem Schwert zur Strecke brachte und triumphierte.